# E70
La ruta europea  E70 forma part de la Xarxa de carreteres europees, concretament de les carreteres de recorregut Est-Oest. Aquesta carretera comença a Poti (Geòrgia) i acaba a la Corunya (Espanya).

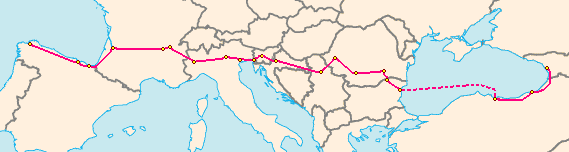
Els punts són, d'est a oest: La Corunya, Bilbao, Sant Sebastià, Bordeus, Saint-Etienne, Lió, Torí, Verona, Venècia, Trieste, Ljubljana, Zagreb, Belgrad, Timisoara, Craiova, Bucarest, Ruse, Varna, Samsun, Trebisonda, Poti

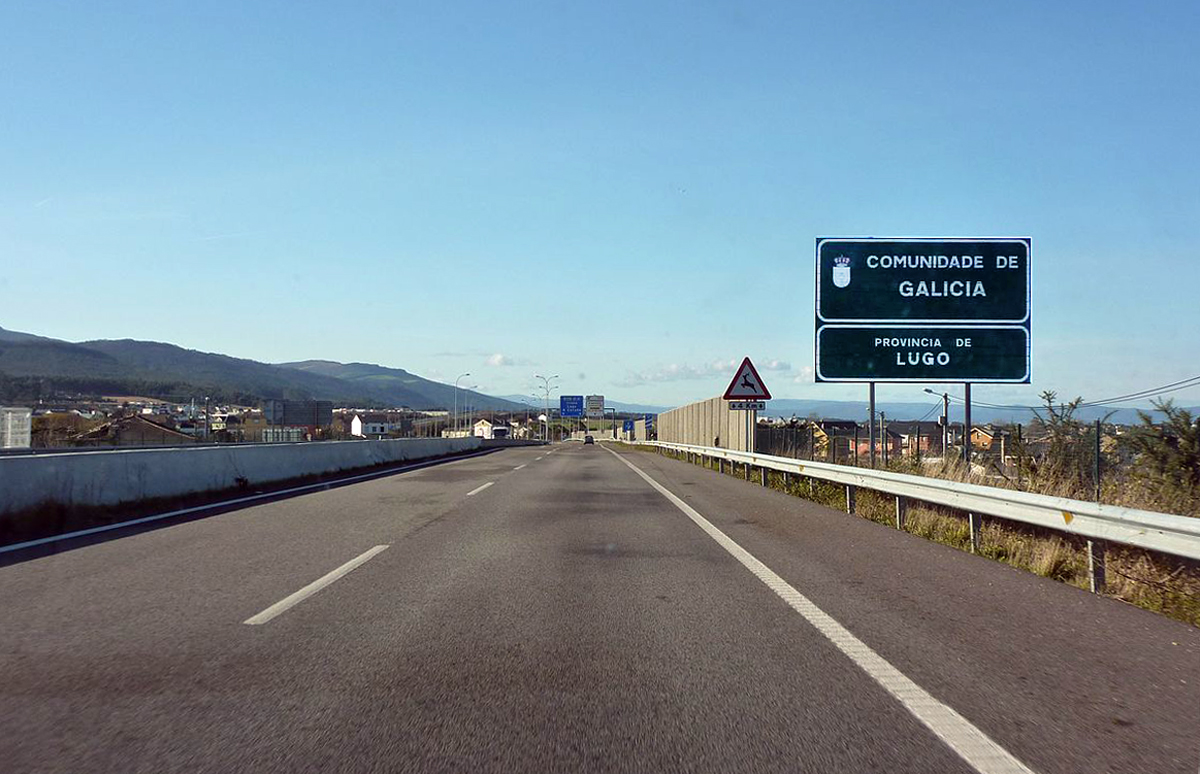
Galícia
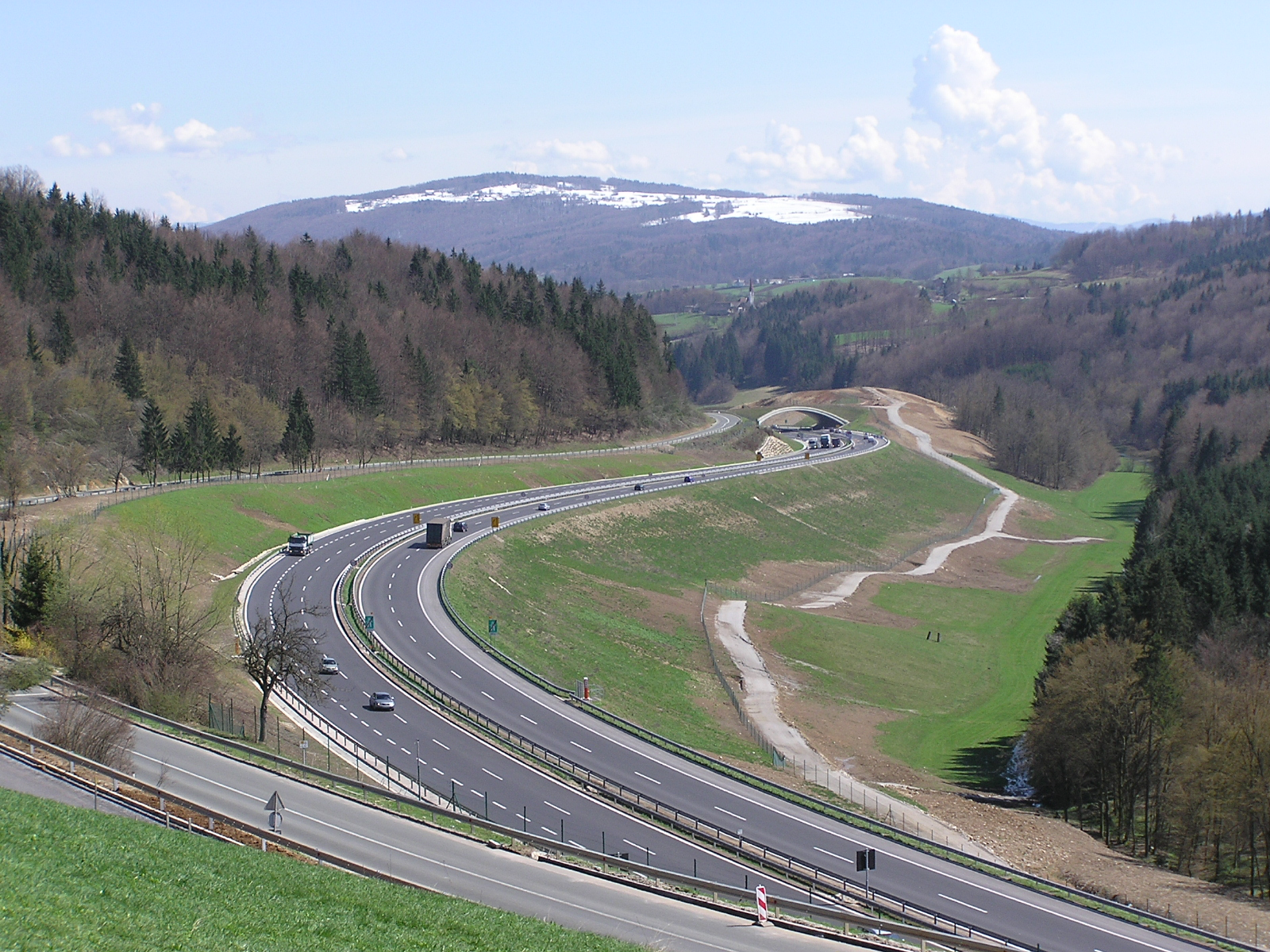
Eslovènia
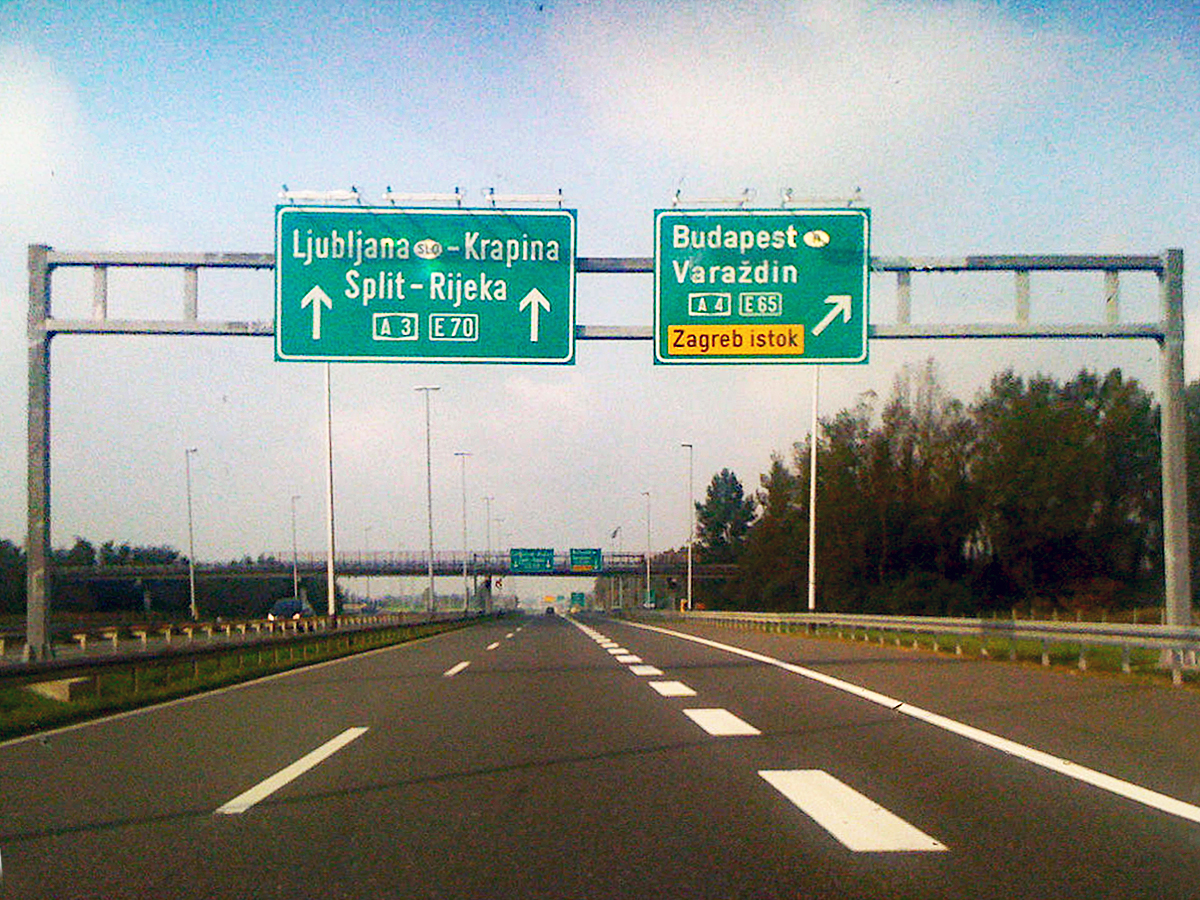
Croàcia
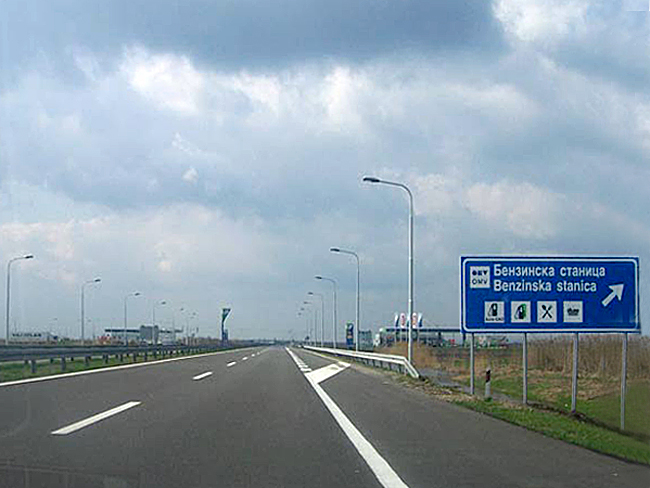
Sèrbia